# التورا (مینه‌سوتا)
التورا، مینه‌سوتا (به انگلیسی: Altura, Minnesota) یک شهر در ایالات متحده آمریکا است که در مینه‌سوتا واقع شده‌است.

## خصوصیات
التورا ۷٫۷۲ کیلومترمربع مساحت و ۴۹۳ نفر جمعیت دارد و ۳۵۷ متر بالاتر از سطح دریا واقع شده‌است.